# Pase de las flores
Uno de los muletazos que, en tauromaquia, generan más confusión por su nombre es el pase de las flores, pues, en su ejecución, hay un momento que se comparte con la vitolina y la capeína, razón por la que muchas personas pueden equivocarse a la hora de nombrar correctamente la suerte.

## Ejecución
El pase de las flores, creado por Victoriano de la Serna y Gil, se trata de un vistoso pase de muleta que se usa para rematar una serie de derechazos, por tanto, es un remate. Una de las principales diferencias con las otras suertes semejantes. Así, el torero, con la muleta en la mano derecha, después de despedir el último derechazo y colocado como si fuera a ejecutar el siguiente, hace un giro en la muñeca, ofreciendo al toro el dorso de la muleta, provocando su embestida y llevándosela hacia la espalda, al tiempo que sale andando con garbo en sentido contrario de la embestida del toro.

## Origen
Precisamente ese instante de soberbia del torero, con el toro embistiendo por su espalda, fue el que quiso inmortalizar el pintor Ruano Llopis, después de que, el 25 de julio de 1933, en Valencia, el propio Victoriano de la Serna y Gil le brindara la muerte del toro “Fajito”, del marqués del Saltillo, al que el segoviano ejecutó por primera vez esta suerte. Como agradecimiento por el brindis, el artista de Orba decidió regalar a Victoriano un cuadro en el que inmortalizó este muletazo y pintó, cayendo por la parte superior derecha del lienzo, varias rosas y claveles, por lo que la suerte, hasta ese momento, sin nombre, comenzó a llamarse como el pase de las flores.

## Intérpretes y variaciones
Desde entonces, el muletazo no ha caído en desuso y prácticamente todos los matadores y novilleros del escalafón la realizan, para cerrar una serie de derechazos, encuentran la fijeza y el recorrido entre las virtudes del toro. Y, como todas las suertes, también esta tiene variaciones. Quizá la más importante y que podría tener un nombre propio por su radical diferencia, es la que realizó José Tomás en Algeciras en 2018, cuando la ejecutó con la mano izquierda, obviamente, sin tener montada la ayuda y jugando con el vuelo natural de la muleta, aunque marcando los mismos tiempos del pase creado por Victoriano de la Serna.